# الحرب الشيشانية الثانية
الحرب الشيشانية الثانية كانت نزاعًا مسلحًا في الفترة من أغسطس 1999 إلى أبريل 2009 بين روسيا الاتحادية وجمهورية إشكيريا الشيشانية على أراضي الشيشان والمناطق الحدودية في شمال القوقاز، واشترك فيها مسلحين من مختلف الجماعات الإسلامية. وبدأ النزاع عندما شنت روسيا الحرب على «جمهورية الشيشان» - المستقلة بالأمر الواقع عن الاتحاد الروسي منذ الحرب الشيشانية الأولي - في 26 أغسطس 1999 ردا على غزو داغستان في 9 أغسطس 1999 وإعلانها دولة مستقلة من قبل اللواء الإسلامي الدولي الذي يتخذ من الشيشان مقرا له. في 1 أكتوبر، دخلت القوات الروسية الشيشان  وأنهت الحرب الاستقلال الفعلي لجمهورية إيشكريا الشيشانية (جمهورية الشيشان) الذي أعقب الحرب الشيشانية الأولى واستعادت روسيا السيطرة على الإقليم.
خلال الحملة الأولي، واجه الانفصاليون الشيشانيون الروس والقوات الشيشانية الموالية لروسيا في قتال مفتوح انتهي باستيلاء روسيا على العاصمة الشيشانية غروزني بعد حصار الشتاء الذي استمر من أواخر عام 1999 حتى فبراير 2000. بعد الهجوم الشامل علي الشيشان فرضت روسيا حكمًا مباشرًا علي الإقليم في مايو 2000، بينما استمرت المقاومة المسلحة الشيشانية في جميع أنحاء منطقة شمال القوقاز في إلحاق خسائر جسيمة بالروس وتحدي السيطرة السياسية الروسية على الشيشان لعدة سنوات تلت. كما شن بعض الانفصاليون الشيشان هجمات ضد المدنيين في روسيا. هذه الهجمات، وكذلك انتهاكات حقوق الإنسان الواسعة النطاق التي ارتكبتها القوات الروسية والانفصالية، أثارت إدانة دولية.
في منتصف عام 2000، نقلت روسيا بعض العمليات العسكرية إلى القوات الشيشانية الموالية لها. في أبريل 2002، انهت روسيا المرحلة العسكرية من العمليات وعهدت تنسيق العمليات الميدانية لجهاز الأمن الفيدرالي الروسي في البداية، ثم إلى وزارة الشؤون الداخلية الروسية في صيف عام 2003.
بحلول عام 2009 ، كانت روسيا قد أعاقت بشدة الحركة الانفصالية الشيشانية وتوقف القتال على نطاق واسع. لم يعد الجيش الروسي وقوات وزارة الداخلية يحتلان الشوارع. خضعت غروزني لجهود إعادة الإعمار وأعيد بناء جزء كبير من المدينة والمناطق المحيطة بها بسرعة، بينما تستمر عمليات مقاومة متقطعة في جميع أنحاء شمال القوقاز، ولا تزال عمليات قصف ونصب كمائن تستهدف القوات الفيدرالية وقوات الحكومات الإقليمية تحدث في المنطقة.
في 15 أبريل 2009 ، أعلنت الحكومة الروسية انتهاء العمليات في الشيشان رسميًا  وسحبت الجزء الأكبر من الجيش من المنطقة، وعهدت عبء التعامل مع «التمرد المنخفض» على عاتق قوة الشرطة المحلية. بعد ثلاثة أشهر، دعا الزعيم المنفي للحكومة الانفصالية، أحمد زكاييف، إلى وقف المقاومة المسلحة ضد قوات الشرطة الشيشانية ابتداءً من 1 أغسطس / آب وقال إنه يأمل «بدءً من ذلك اليوم ألا يبدأ الشيشان إطلاق النار على بعضهم البعض».
تعداد الضحايا الدقيق الناتج من هذا الصراع غير معروف. وتقدر مصادر غير رسمية عدد يتراوح بين 25,000 و 50,000 قتيل أو مفقود، معظمهم من المدنيين في الشيشان. يزيد عدد القتلي الروس عن 5,200 (بحسب الأرقام الروسية الرسمية)  وحوالي 11,000 بحسب لجنة أمهات الجنود.

## الأساس التاريخي للصراع

### الإمبراطورية الروسية
الشيشان هي منطقة في شمال القوقاز حاربت باستمرار ضد الحكم الأجنبي، بما فيه الأتراك العثمانيون في القرن الخامس عشر. أسس القوزاق الأحرار، الذين أعيد توطينهم من نهر فولغا إلى نهر تيريك، مضيف قوزاق تيريك الروسي في الشيشان المنخفضة في عام 1577. وقعت روسيا ومملكة كارتلي كاخيتي الجورجية في عام 1783، معاهدة جورجيفسكي، التي أصبحت بموجبها كارتلي كاخيتي محمية روسية. بدأت الإمبراطورية الروسية في نشر نفوذها في منطقة القوقاز لتأمين المواصلات مع جورجيا وغيرها من المناطق في القوقاز، بادئةً حرب القوقاز في عام 1817. توغلت القوات الروسية في البداية في المرتفعات الشيشانية في عام 1830، واستمر الصراع في المنطقة حتى عام 1859، عندما دمر جيش قوامه 250,000 جنديًا بقيادة الجنرال بارياتينسكي مقاومة المرتفعات. حدثت انتفاضات متكررة في القوقاز أيضًا خلال الحرب الروسية التركية، 1877-1878.

### الاتحاد السوفيتي
بعد الثورة الروسية عام 1917، أسس الشيشان إمامة قوقازية قصيرة الأجل شملت أجزاء من الشيشان وداغستان وإنغوشيتيا؛ كان هناك أيضًا جمهورية شمال القوقاز الجبلية العلمانية القوقازية. عارض طرفي الحرب الأهلية الروسية الدول الشيشانية وسحقت القوات البلشفية أغلب المقاومة بحلول عام 1922. ولاحقًا، قبل أشهر من إنشاء الاتحاد السوفياتي، تأسس أوبلاست الشيشان ذاتي الحكم التابع لجمهورية روسيا الاتحادية الاشتراكية السوفيتية. ضم جزءًا من أراضي مضيف قوزاق تيريك السابق. شكلت الشيشان وإنغوشيا المجاورة جمهورية الشيشان-إنغوش الاشتراكية السوفياتية ذاتية الحكم في عام 1936. في عام 1941، خلال الحرب العالمية الثانية، اندلع تمرد شيشاني بقيادة خاسان إسرائيلوف. اتهم جوزيف ستالين الشيشان بمساعدة القوات النازية. في فبراير 1944، رحّل ستالين جميع الشيشان والإنغوش إلى جمهوريتي كازاخستان وقيرغيزستان الاشتراكيتين السوفيتيتين. توفي ربع هؤلاء الأشخاص تقريبًا خلال عملية «إعادة التوطين». في عام 1957، بعد وفاة ستالين، سمح نيكيتا خروتشوف للشيشان بالعودة، وأُعيدت الجمهورية الشيشانية في عام 1958. بعد ذلك، تراجعت سلطة الحكومة السوفيتية تدريجيًا.

### الحرب الشيشانية الأولى
أعلنت الشيشان استقلالها خلال تفكك الاتحاد السوفيتي في عام 1991. وفي عام 1992، وقع قادة الشيشان والإنغوش اتفاقية قسمت الجمهورية الشيشانية والإنغوشية المشتركة إلى قسمين، انضمت إنغوشيتيا إلى الاتحاد الروسي وبقيت الشيشان ذاتية الحكم. أدى الجدل حول الاستقلال في النهاية إلى حرب أهلية صغيرة النطاق منذ عام 1992، دعم الروس فيها قوات المعارضة ضد جوهر دوداييف. فر آلاف الأشخاص غير الشيشان (معظمهم من الروس) من جمهورية الشيشان، بدأت الصناعة الشيشانية بالانهيار نتيجة فرار العديد من المهندسين والعمال الروس أو طردهم من الجمهورية. بدأت الحرب الشيشانية الأولى في عام 1994، عندما دخلت القوات الروسية الشيشان «لاستعادة النظام الدستوري». بعد نحو عامين من القتال الوحشي، الذي قُتل فيه ما يقدر بنحو عشرات الآلاف إلى أكثر من 100,000 شخص، واتفاق خاسافيورت لوقف إطلاق النار لعام 1996، سُحبت القوات الروسية من الجمهورية.

## مقدمة للحرب الشيشانية الثانية

### فوضى في الشيشان
بعد الحرب الأولى، كانت سيطرة الحكومة على الجمهورية الفوضوية ضعيفة، خاصةً خارج العاصمة المدمرة غروزني. وأصبحت المناطق التي تسيطر عليها الجماعات الانفصالية أكبر وأصبحت البلاد خارجة عن القانون بشكل متزايد. تركت ويلات الحرب وانعدام الفرص الاقتصادية أعدادًا كبيرة من المقاتلين الانفصاليين السابقين الوحشيين المدججين بالسلاح دون احتلال ولكن زادت من عنفهم. عارض أمراء الحرب المتطرفون مثل عربي براييف وسلمان رادوييف سلطة الحكومة في غروزني. وكانت عمليات الخطف والغارات التي يقوم بها مختلف أمراء الحرب الشيشان في أجزاء أخرى من شمال القوقاز تتزايد باطّراد. برز الاختطاف كمصدر رئيسي للدخل في جميع أنحاء البلاد بدلًا من البنية الاقتصادية المدمرة، إذ حصلت عمليات الاختطاف على أكثر من 200 مليون دولار خلال سنوات استقلال الدولة الناشئة الفوضوية الثلاث. تشير التقديرات إلى اختطاف ما يصل إلى 1,300 شخص في الشيشان بين عامي 1996 و1999، وفي عام 1998 قُتلت مجموعة من أربع رهائن غربيين. أعلنت السلطات في غروزني حالة الطوارئ في عام 1998. وأدت التوترات إلى صدامات مفتوحة مثل مواجهة يوليو 1998 في غوديرميس التي قُتل فيها 50 شخصًا في مواجهة بين قوات الحرس الوطني الشيشاني والميليشيات الإسلامية.

### العلاقات الروسية الشيشانية 1996-1999
تأججت التوترات السياسية جزئيًا بسبب النشاط الإرهابي والإجرامي المزعوم أنه شيشاني أو موالٍ للشيشان في روسيا، فضلًا عن الاشتباكات الحدودية. في 16 نوفمبر 1996، في كاسبييسك (داغستان)، دمرت قنبلةٌ مبنىً سكنيًا يأوي حرس الحدود الروس، ما أسفر عن مقتل 68 شخصًا. لم يُحدد سبب الانفجار مطلقًا، لكن ألقى كثيرون في روسيا باللوم على الانفصاليين الشيشان. توفي ثلاثة أشخاص في 23 أبريل 1997، عندما انفجرت قنبلة في محطة السكك الحديدية الروسية في أرمافير (كراسنودار كراي)، واثنان في 28 مايو 1997، عندما انفجرت قنبلة أخرى في محطة السكك الحديدية الروسية في بياتيغورسك (كراي ستافروبول). في 22 ديسمبر 1997، أغارت قوات مقاتلي داغستان وأمير الحرب العربي سيف الإسلام خطاب، الذي اتخذ من الشيشان مقراً له،  على قاعدة لواء البندقية الآلية 136 للجيش الروسي في بويناكسك، داغستان، ما تسبب في خسائر فادحة بالرجال ومعدات الوحدة.

جلبت انتخابات عام 1997 الرئيس الانفصالي أصلان مسخادوف إلى السلطة. في عامي 1998 و1999، نجا الرئيس أصلان مسخادوف، من عدة محاولات اغتيال، ألقي باللوم فيها على جهاز الأمن الفيدرالي الروسي. في مارس 1999، اختُطف الجنرال غينادي شبيغون، مبعوث الكرملين إلى الشيشان، في مطار غروزني، وفي النهاية عُثر عليه ميتًا في عام 2000 خلال الحرب. في 7 مارس 1999، ردًا على اختطاف الجنرال شبيغون، دعا وزير الداخلية سيرجي ستيباشين إلى غزو الشيشان. ولكن، ألغى رئيس الوزراء يفكيني بريماكوف خطة ستيباشين. قال ستيباشين لاحقًا:
اتُخذ قرار غزو الشيشان في مارس 1999... كنت مستعدًا للتدخل النشط. كنا نخطط لأن نكون على الجانب الشمالي من نهر تيريك بحلول أغسطس-سبتمبر [من عام 1999] كانت هذه [الحرب] ستحدث بغض النظر عن التفجيرات في موسكو... لم يكتشف بوتين أي جديد. يمكنك سؤاله عن هذا. كان مديرَ جهاز الأمن الفدرالي في ذلك الوقت وكانت لديه كل المعلومات.
وفقًا لروبرت بروس وير، يجب اعتبار هذه الخطط خطط طوارئ. ولكن، دعا ستيباشين بشدة لشن حملة عسكرية ضد الانفصاليين الشيشان في أغسطس 1999 عندما كان رئيس وزراء روسيا. ولكن بعد وقت قصير من مقابلته التلفزيونية التي تحدث فيها عن خطط لاستعادة النظام الدستوري في الشيشان، حل محله فلاديمير بوتين في منصب رئيس الوزراء.
في أواخر مايو 1999، أعلنت روسيا أنها ستغلق الحدود الروسية-الشيشانية في محاولة لمكافحة الهجمات والأنشطة الإجرامية؛ أُمر حراس الحدود بإطلاق النار على المشتبه بهم فوريًا. وفي 18 يونيو 1999، قُتل سبعة جنود عندما هوجمت مراكز حرس الحدود الروسية في داغستان. في 29 يوليو 1999، دمرت قوات وزارة الداخلية الروسية نقطة حدودية شيشانية واستولت على جزء طوله 800 متر من الطريق الاستراتيجي. في 22 أغسطس 1999، قُتل 10 رجال شرطة روس بانفجار لغم مضاد للدبابات في أوسيتيا الشمالية، وفي 9 أغسطس 1999، اختُطف ستة جنود في العاصمة الأوسيتية فلاديقوقاز.